# Petrarca-szonettek (Liszt)

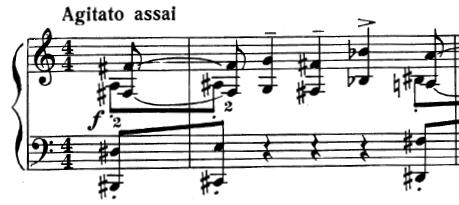
A 104. Petrarca-szonett kottája, a darab kezdete

A Petrarca-szonettek Liszt Ferenc második Zarándokévek zongoraciklusának (S.161) negyedik, ötödik és hatodik darabja. Ezeket a műveket Liszt eredetileg dalok formájában (tenor–zongora) komponálta 1838–1839-ben, így a zongoraváltozatok gyakorlatilag átiratnak számítanak. A teljes zongorasorozat a mainzi Schott kiadónál jelent meg nyomtatásban, 1858-ban.

## A mű születése
Liszt Ferenc műveinek ihlető forrásaként gyakran szerepeltek irodalmi élményei. Az 1830-as évek végén párjával, Marie d’Agoult grófnéval Itáliában járt, és itt ismerkedett meg Francesco Petrarca költészetével. Ekkor zenésítette meg az olasz költőóriás három szonettjét. Először, 1838–1839-ben dalokat írt belőlük tenor énekhangra és zongorára, amiket Tre Sonetti del Petrarca címmel a bécsi Haslinger kiadó jelentetett meg 1847-ben. A három dalt, közvetlenül születésük után átírta zongorára is, majd 1850 körül átdolgozva – más darabokkal együtt [Sposalizio (Mária eljegyzése), II Penseroso (A gondolkodó), Canzonetta del Salvator Rosa (Salvator Rosa canzonettája), Aprés une lecture du Dante, Fantasia quasi sonata (Dante-szonáta)] – ciklusba foglalta, amit 1858-ban a Schott kiadó jelentetett meg nyomtatásban, Mainzban. A dalokat Liszt 1865-ben bariton és mezzoszoprán hangra és zongorára is átírta.

## A zene
Liszt eredeti, dalnak írt művei Asz-dúrban íródtak. Az 1839-ben zongorára átírt változatokat Liszt 1850 táján átdolgozta, és ekkor illesztette be a Zarándokévek itáliai sorozatába. A zongoraváltozatok hangnemei – sorra Desz-dúr, Asz-dúr és E-dúr – az átdolgozás során változatlanok maradtak. Hogy Lisztet mennyire foglalkoztatta a téma, az is mutatja, hogy később, 1865 körül, újra elővette dalokat is, és elkészítette azok baritonra vagy mezzoszopránra és zongorára írt változatát. Ezek hangneme Desz-dúr, F-dúr és E-dúr lett, és a Schott adta ki 1883-ban. Ez azt jelenti, hogy mindhárom Petrarca-szonettnek két zongora-, és két dalváltozata is létezik (ráadásul a 47. szonettből még újabb két kiadatlan változat is van Weimarban). A különböző időpontokban született változatok összevetéséből a zenetudósok pontos képet alkothatnak a liszti zenei stílus és felfogás változásáról, egyszerűbbé, tömörebbé, líraibbá válásáról.
Petrarca magyar fordításban megjelent Daloskönyvében a Liszt által megzenésített szonettek nem az adott sorszám alatt találhatók: a 47. Liszt-szonett, az Áldott legyen a nap című ott a 61., a 104., Nincs békém című ott a 134., a 123., Láttam földre szállt angyalt című a 156. sorszámot viseli.
Liszt – noha szokása volt az ihletet vagy a programot adó szövegeket a kottához mellékelni – ebben az esetben Petrarca szövegeit nem nyomtatta a kotta fölé.
A szonett versforma két ottavából (négysoros versszakból) és két terzinából (háromsoros versszakból) áll. Liszt azonban az eredeti dalokban meglehetősen szabadon kezelte a szöveget: viszonylag szabadon változtatott rajta, ismételgetett, beletoldott. Ez a zongoraváltozatokban természetesen nem feltűnő, mert nem szerepeltette a szöveget a kottában. A megzenésítéskor nem korhű, a trecentóhoz illő archaikus zenei stílust választott. Az ő zenéjének stílusa saját korának romantikus olasz bal cantójából, Bellini és Donizetti operás dallamaiból merít. Ennek ellenére a Petrarca-szonettek hangulatát igen költőien, gyakran programszerűen jeleníti meg. Szerkezetüket tekintve mind keretes felépítésű, ami azt jelenti, hogy a bevezetés anyaga a darab végén visszatér.
Az első és második zongoraváltozatok nem különböznek egymástól annyira, mint a korai és a későbbi dalváltozatok, azonban míg a korai zongoraváltozatokban túl tömött a letét, gyakori az öncélúnak tűnő virtuozitás, addig a Zarándokévekbe bekerült darabok anyaga egyszerűsödött, kevesebb lett a cadenzák száma, erőteljesebb lett a kromatika. A hosszuk sem nagyon változott, csak a 104. szonett előjátéka rövidült meg jelentősebben. Komolyabbak a változások a kései dalokban: megváltozott a hangnemük, Asz-dúrból sorra Desz-dúr, F-dúr és E-dúr lett; ettől feltűnőbb a különbség abban, hogy a dalokból eltűntek az operás, hatásvadásznak nevezhető elemek, és egyszerűbb, összefogottabb lett mind az ének-, mind a zongoraszólam. Az énekszólamból ezen felül kikerültek a fölösleges ismétlődések, betoldások is.
47. Petrarca-szonett (Sonetto 47 del Petrarca)
A Petrarca-szonett címe: Benedetto sia il giorno (Áldott legyen a nap).
A Desz-dúr hangnemű darab igazi olasz operás hangulatban íródott, a szerelmes vershez „illően” széles ívű, ékesítésekben gazdag dallamvilágot képvisel.
104. Petrarca-szonett (Sonetto 104 del Petrarca)
A szonett címe: Pace non trovo (Nincs békém). Békés, lírai hangulatú, 4/4-es metrumú E-dúr kompozíció.
123. Petrarca-szonett (Sonetto 123 del Petrarca)
Petrarca szonettjének a címe: I’vidi in terra angelici costumi (Láttam földreszállt angyalt). A 4/4-es lüktetésű darab Asz-dúr hangnemben íródott, előírása Lento placido, Sempre Lento.